# Molophilus uptoni
Molophilus uptoni là một loài ruồi trong họ Limoniidae. Chúng phân bố ở miền Australasia.